# Stiggy Racing
StiggyRacing (före 2009 Stiggy Motorsport) är ett racingteam i VM-serien för roadracingens Supersport-klass sen 2005 och Superbike från 2009. Ägare och teamchef är den svenske tidigare GP-föraren Johan Stigefelt. 

## Säsonger

### 2008
Teamets förare 2008 var danske Robbin Harms som varit med sen starten och australiensaren Joshua Brookes. Teamet använder egenpreparerade Honda CBR600RR-cyklar och är ett av de mest framgångsrika privatteamen i klassen. Huvudsponsor 2008 är hemelektroniktillverkaren Hannspree. Stallet tog sin första seger genom Joshua Brookes viktoria på Donington Parks supersport-race 7 september 2008. 

### 2009
2009 tar stallet steget upp till Superbike, med britten Leon Haslam och italienaren Roberto Rolfo som förare. I Supersport-klassen har stallet värvat förre MotoGP-föraren Anthony West och Gianluca Vizziello, där speciellt West ses som en titelutmanare 2009. Efter första tävlingshelgen, 1 mars på Phillip Island, ligger Leon Haslam 3:a i VM-tabellen för Superbike och Anthony West även han trea i Supersport-VM.
Efter säsongen 2009 lades stallet ned på grund av sponsorbrist.